# Ноэль, Сак
Исаак Махмуд Ноэль (исп. Isaac Mahmood Noell), более известный как Сак Ноэль (исп. Sak Noel) — испанский диджей, музыкальный продюсер и режиссёр видеоклипов. Он также является основателем и совладельцем киностудии Moguda, которая с 2009 года проводит ежегодный фестиваль танцевальной музыки.

## Карьера
Сак Ноэль занялся музыкой в подростковом возрасте. Через собственную компанию Moguda он записывался и гастролировал в составе Mak & Sak при участии Xana. Наибольшую известность получил благодаря синглу «Loca People», который стал большим хитом в Европе в 2011 году, заняв первое место в хит-парадах Бельгии, Дании и Нидерландов. В Дании трек получил золотой сертификат от Международной федерации производителей фонограмм.

## Дискография

### Синглы
- «Loca People» (2011)
- «Paso (The Nini Anthem)» (2011)
- «Where? (I Lost My Underwear)» (2012)
- «Party On My Level» (2013)
- «I Am The Law» (2013)
- «No Boyfriend (No Problem)» (2014)
- «Pinga» (2015)
- «Trumpets» (2016)